# Terataner
Terataner is een geslacht van vliesvleugelige insecten van de familie Mieren (Formicidae).

## Soorten
- T. alluaudi (Emery, 1895)
- T. bottegoi (Emery, 1896)
- T. elegans Bernard, 1953
- T. foreli (Emery, 1899)
- T. luteus (Emery, 1899)
- T. piceus Menozzi, 1942
- T. rufipes Emery, 1912
- T. scotti (Forel, 1912)
- T. steinheili (Forel, 1895)
- T. transvaalensis Arnold, 1952
- T. velatus Bolton, 1981
- T. xaltus Bolton, 1981